# Teologia procesu
Teologia procesu – współczesny nurt teologiczny inspirowany przez filozofię procesu Alfreda Northa Whiteheada. Kwestionując założenia klasycznego teizmu, teologia procesu proponuje nową, bardziej dynamiczną koncepcję Boga.
Klasyczny teizm, oparty na filozofii greckiej, zakłada wieczność (w sensie bycia poza czasem) i niezmienność Boga. Teologia procesu dokonuje rozróżnienia pomiędzy „abstrakcyjnym istnieniem” a „konkretną aktualnością” wszystkich bytów, włącznie z Bogiem. Abstrakcyjny wieczny (w sensie takim, że zawsze był i zawsze będzie) Bóg jest złożeniem wielu rzeczywiście istniejących aktualnych stanów Boga. Teologia procesu zakłada „dipolarną” koncepcję Boga – Bóg jest przyczyną wszystkich rzeczy, ale jednocześnie ich skutkiem, gdyż stworzenie ma wpływ na niego. Procesualna koncepcja Boga, nazywana panenteizmem, porównuje relację Boga i świata do relacji umysłu i ciała. Bóg przewyższa świat, pozostając wobec niego transcendentny, ale jednocześnie jest immanentny, dlatego w pełni uzasadniona jest teologia naturalna.
Teologia procesu zakłada, że Bóg nie zna przyszłości, gdyż ona jeszcze nie istnieje. Tak jak umysł porusza się wraz z ciałem, tak Bóg porusza się ze światem w czasie. Wielu teologów związanych z tym nurtem zakłada odwieczność świata.
Chrześcijańscy krytycy teologii procesu wskazują, że pewne jej założenia, np. brak uprzedniej wiedzy Boga czy jego głęboka zależność od świata, są sprzeczne ze świadectwem biblijnym.
Teologia procesu jest popularna zwłaszcza w Stanach Zjednoczonych, do jej głównych przedstawicieli należą Charles Hartshorne, J.B. Cobb, S.M. Ogden, W.M. Pittenger i David Ray Griffin. W Polsce propagatorem tego nurtu był Józef Życiński. Podobną, choć nie identyczną dynamiczną koncepcję Boga przedstawił Pierre Teilhard de Chardin.